# TotalEnergies
TotalEnergies (anteriormente Total) é um grupo empresarial do setor petroquímico e energético com sede mundial em La Défense, Paris (França). 
A empresa está presente em mais de 130 países, empregando 100 000 pessoas. As atividades financeiras da Total representam a maior capitalização da Bolsa de Paris e por seu volume de negócios, é a maior empresa da Zona Euro.

## História
Fundada em 1924 com o nome de Compagnie Française des Pétroles (CFP) com participação mista privada e do Estado francês, em 1985 foi adotado o nome de Total-CFP e somente Total em 1991.
Após a fusão com a companhia belga Petrofina em 1999 e com a Elf Aquitaine em 2000, a empresa adotou o nome de TotalFina e mais tarde, em 22 de março de 2000 o de TotalFinaElf até que em 6 de maio de 2003 decidiu reverter o nome para Total.

## Atividades
A Total é o sexto maior grupo privado explorador de petróleo e de gás natural mundial e a primeira empresa do setor na França, seu país de origem.
Seus negócios abrangem toda a cadeia da indústria petrolífera: exploração, produção, prospecção, refinamento, distribuição, trading e transporte marítimo. Na área de marketing seus 15 500 postos de combustível ao redor do mundo a posicionam como líder do mercado europeu e co-líder na África. Em 2014 sua produção de petróleo ultrapassou os 1,8 milhão de barris.

## Fatos marcantes
O antigo CEO da empresa, desde maio de 2010, Christophe de Margerie morreu em um acidente de avião no aeroporto de Vnukovo, arredores de Moscou, por volta das 0h10 do dia 21 de outubro de 2014 no horário local (20h10 UTC de 20 de outubro). Durante a decolagem, a aeronave (um Dassault Falcon 50) atingiu uma máquina de limpeza de neve com o trem de pouso e o piloto tentou uma aterrissagem, porém um dos motores se incendiou, bem como parte da fuselagem. Ao cair na pista, o avião foi imediatamente envolvido pelas chamas, matando todos os cinco ocupantes.

## Patrocínios

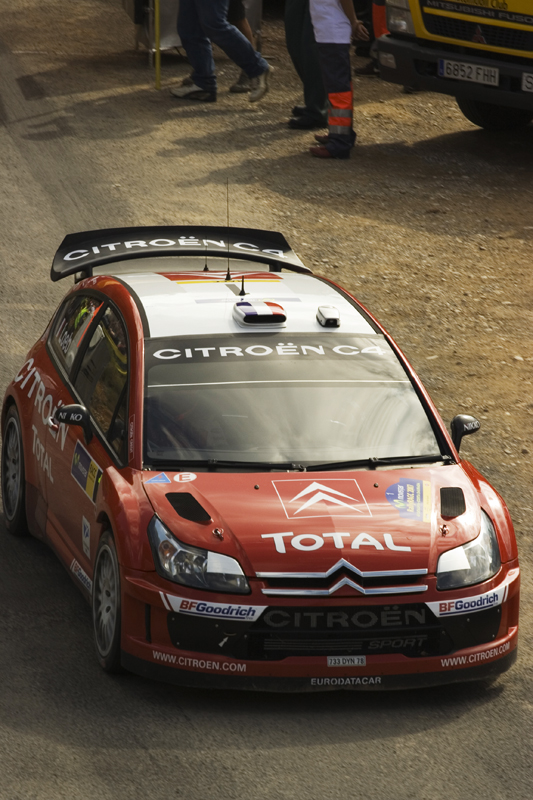
Carro de Sébastien Loeb com patrocínio da Total

A companhia é conhecida por patrocinar várias categorias de automobilismo pelo mundo. No Campeonato Mundial de Rali patrocina a Citroën Sport, na Fórmula 1 patrocinou a Peugeot Sport entre 1995 e 2000 e a Renault Sport entre 2009 e 2016.
Em 2020, patrocinou o Flamengo tendo sua marca estampada na parte de trás da camisa.